# Eduard Zaminer
Eduard Zaminer, magyarosan: Zaminer Ede (Brassó, 1835. január 26. – Brassó, 1900. június 8.) városi főerdész.

## Élete
Miután megszerezte alaptanulmányait a müncheni és tübingeni egyetemeken, szaktanulmányokat folytatott a selmeci és tharandi erdészeti akadémián. 1857. február 25-én erdészsegéddé nevezték ki, majd december 2-án helyettes erdésznek Tömösre és hasonló minőségben 1860 februárjában Krizbára. Ez utóbbi állásban 1870. május 1-ig maradt, majd a városi szolgálatból kilépett és erdészeti mérnök lett, miután már 1865-ben Kolozsvárt letette az államvizsgát.
1873. március 12-én brassói városi főerdésznek választották. 1875-ben ő ügyelte fel a Cenk kopár alsó részeinek fásítását erdei-, fekete- és vörösfenyővel. Munkája általános elismerésnek örvendett, és 1890-ben kitüntették a bécsi mezőgazdasági-erdészeti kiállításon.
1889-ben agyi bénulás következtében beszélőképességét elvesztette. 1893. április 19-én nyugdíjazták.

## Munkái
- Komitat Kronstadt mit Rücksicht auf seine geologische Beschaffenheit... Brassó, 1885.
- Geschichte des Waldwesens der kön. freien Stadt Kronstadt... Brassó, 1891.